# Silent Night (singel)
Silent Night – ballada rockowa zespołu Bon Jovi, wydana na singlu promującym album 7800° Fahrenheit (1985). Singel zadebiutował na liście Mainstream Rock Tracks w tygodniu Świąt Bożego Narodzenia. Utwór zajął 24. miejsce zestawienia. Utwór był ostatnim singlem z albumu; odniósł największy sukces komercyjny spośród wszystkich utworów z płyty.